# El precio justo
El precio justo va ser un programa concurso de televisió emès a Espanya basat en el format estatunidenc The Price is Right. La versió espanyola va ser creada per Ramón Pradera, qui va assumir les labors de guionista, realitzador i director. La seva diferència amb la versió americana estava en la fase denominada "escala de premis" i en un únic aparador final amb els majors premis mai atorgats a Espanya en un concurs de televisió. El programa, a diferència de l'americà, tenia una durada de 90 i 120 minuts i s'emetia en Prime time dels dilluns arribant a batre tots els rècords d'audiències i situant l'emissió del 2 de gener de 1989 en prop dels vint milions d'espectadors. Es va emetre a TVE-1 i el seu presentador va ser Joaquín Prat, amb la locució de Primitivo Rojas. Va tenir una audiència mitjana de més de 17 milions d'espectadors. Entre les hostesses que desfilaren pel concurs destaquen Beatriz Rico, Yvonne Reyes, Verónica Mengod, Arancha del Sol i Paloma Marín.
En 1991 va donar el que fins avui era el premi més alt de la història de la televisió a Espanya, en emportar-se un concursant un aparador complet de premis valorat en més de 40 milions de pessetes, rècord que es va mantenir durant nou anys.

## Mecànica
El programa es dividia en dues fases principals, la fase de jocs i la fase de l'aparador final.

### Licitacions i jocs
Cada setmana, se seleccionaven diversos centenars de cartes enviades pels espectadors, i es convidava a tots ells a assistir al programa com a públic i com a concursants potencials. De tots ells, el notari sortejava nou noms i el presentador els anava cridant per ordre perquè acudissin "a jugar", frase pronunciada pel presentador que es va fer popular entre la població espanyola. Amb els quatre primers concursants anomenats es feia la primera ronda de concurs i després en cada ronda s'anava cridant a un concursant més que s'uniria als tres concursants no guanyadors de la ronda anterior, fins a haver anomenat als nou concursants i haver fet sis rondes en total de concurs.
Cada ronda de concurs tenia la mateixa mecànica. En primer lloc, una de les hostesses mostrava un regal mentre el locutor anava descrivint-lo al detall. Després els concursants havien de dir com creien que era el preu just, a manera de licitació, començant sempre per l'últim concursant a arribar i després d'esquerra a dreta, excepte en la primera ronda en la qual l'ordre era d'esquerra a dreta directament. Si tots els concursants es passaven en dir la xifra, es tornava a començar i tots tornaven a dir una xifra. El guanyador seria aquell que hagués donat la xifra més pròxima al preu just del regal sense passar-se, convertint-se en el guanyador d'aquest. Si a més havia dit exactament el preu just, s'emportaria 100.000 pessetes com a premi addicional. I es guanyava el dret a jugar a un joc per a aconseguir un premi important i el dret a competir per l'aparador final. La llista de jocs que es va utilitzar en els cinc anys que va durar el programa és molt elevada. Molts d'ells estaven basats en jocs del format original estatunidenc.

### L'escala de premis
Una vegada realitzades les sis rondes de concurs, hi havia sis concursants guanyadors que havien guanyat el dret d'optar a l'aparador final i tres concursants despenjats, aquells que en l'última ronda no haguessin aconseguit guanyar. Per a aquests tres concursants es feia un joc de consolació anomenat "L'escala de premis" que estava basat en cartes, en el qual podrien guanyar una mica de diners, a vegades quantitats importants. En les cartes es trobaven les quantitats econòmiques corresponents als valors de tots els regals apareguts al llarg de la nit en el programa, i també hi havia quatre comodins amb la imatge del patrocinador valorats en 500.000 pessetes.
Cada concursant tenia la seva pròpia baralla i podia treure un màxim de cinc cartes en total. La primera carta era premi segur. Després el joc consistia a endevinar si la següent carta seria major o menor. Si encertaven guanyaven els diners de la carta i podien continuar jugant. Si fallaven, perdien la meitat i s'acabava el joc. En treure un comodí, la següent carta era seva directament sense necessitar endevinar. Podien plantar-se en qualsevol moment, guanyant tots els diners que haguessin aconseguit acumular en les seves cartes. Si a més aconseguien completar amb èxit les seves cinc cartes, guanyarien automàticament el comodí d'or, i amb ell un pot de diners que anava augmentant setmana a setmana si no es lliurava.

### L'aparador final
Els sis concursants aspirants a l'aparador s'organitzaven en dues rondes de tres concursants. En cada ronda, es mostrava un regal de l'aparador, i com en les rondes de la primera fase, calia intentar endevinar el preu just d'aquest regal, amb la particularitat que aquesta vegada devien tots escriure el preu que ells creien abans de mostrar-los tots al mateix temps, i seria guanyador el que més s'acostés sense passar-se, encara que aquesta vegada no guanyarien el regal mostrat en formar part de l'aparador final.
Els guanyadors de les dues rondes serien els concursants de l'aparador final. L'aparador era una successió de diversos regals de gran quantia, incloent cotxes, motos, viatges, joies, i tota classe de premis. Una vegada mostrats tots els regals de l'aparador, calia intentar endevinar com creien que era el preu just conjunt de tots els regals, fent totes les sumes que creguessin oportunes. Una vegada haurien escrit el preu que ells creien, el mostrarien. Si els dos es passaven, els dos perdrien. Si no, seria guanyador el que més s'acostés al preu just. Si el preu indicat estava a menys de 300.000 pessetes del preu just (500.000 pessetes en etapes posteriors), guanyarien tots els regals de l'aparador. Si no, triarien un dels premis i seria seu.
A partir d'octubre de 1988 es va incloure la possibilitat que els teleespectadors participessin des de les seves cases a través de l'enviament d'una carta patrocinada per un producte que corresponia amb un premi. Verónica Mengod s'encarregava de trucar per telèfon als teleespectadors que pel simple fet de ser a la seva casa en el moment de la trucada ja s'emportaven un altre premi.

## Etapes (1988-1993)
El programa s'emetia al Prime time dels Dilluns, excepte en la segona etapa que es va programar en la tarda dels Diumenges per la Segona Cadena (La 2) per a atreure espectadors en aquesta franja horària.
| Número | Data d'inici | Data de final | Número de lliuraments |
| ------ | ------------ | ------------- | --------------------- |
| 1      | 29-02-1988   | 31-07-1989    | 66                    |
| 2      | 19-11-1989   | 01-07-1990    | 33                    |
| 3      | 17-09-1990   | 24-06-1991    | 40                    |
| 4      | 16-09-1991   | 06-07-1992    | 42                    |
| 5      | 5-10-1992    | 9-08-1993     | 42                    |
| TOTAL  | 1988         | 1993          | 223                   |

### Primera etapa (1988-89)
La primera etapa va començar el 29 de febrer de 1988 continuant fins al 25 de juliol de 1988. Després de la pausa de l'estiu va tornar amb novetats el 3 d'octubre de 1988 mantenint-se en antena fins al 31 de juliol de 1989 després de 66 programes emesos. Ramón Pradera va ser el director i guionista de la primera etapa del programa que es gravava a l'Estudi 11 de Prado del Rey. Estava produït per Videomedia. El programa es va concebre per substituir Un, dos, tres... responda otra vez a la nit dels Dilluns i l'anava a presentar Emilio Aragón Álvarez que volia convertir-ho en un xou incloent números musicals i humor. No obstant això, a l'ésser un format comprat americà, es va exigir que s'emetés tal qual era sense afegir res, i finalment es va escollir al veterà Joaquín Prat per a conduir-lo. S'anava a començar a emetre l'1 de febrer de 1988 però a causa de "dificultats en el procés de producció" (fallades en el mecanisme de computerització) no es va poder programar fins al 29 de febrer de 1988. El Consell d'Administració de RTVE va criticar el programa pilot per ser un "aparador de productes i marques que s'adornen amb una sèrie de concursos sense que existeixi un fil conductor que el justifiqui". Es va considerar també que no era la fórmula pròpia d'una televisió pública, encara que altres cadenes estatals (La BBC entre elles), l'havien mantingut en antena sense per això vulnerar la seva condició de televisió pública. També es va criticar per fer publicitat de signatures que apareixien gratuïtament cedint articles propis com a regals. En el primer programa la veu en off era de Fernando Acaso però en els següents fou substituït per Primitivo Rojas.
Malgrat les crítiques pel seu excessiu caràcter consumista i el seu escàs valor cultural, el programa va ser un tremend èxit d'audiència convertint-se en l'espai més rendible de TVE i una autèntica "gallina dels ous d'or". Fins al mes de febrer de 1989 i després de 44 emissions havia obtingut els majors ingressos publicitaris de la seva història: 11.110.071 de pessetes dels quals 9.446.809.230 de pessetes eren de publicitat ordinària (anuncis anteriors, al mig i posteriors de l'espai) i 1.340 milions per publicitat de patrocini. Dels 11.110 milions de pessetes recaptats per publicitat TVE va pagar de la seva butxaca en premis 497.094.439 de pessetes, quantitat que no aconseguia ni el 5 per cent dels ingressos generats demostrant que el programa era un negoci rodó.
Després de la primera etapa que va concloure el 31 de juliol de 1989 TVE havia ingressat 20.000 milions de pessetes. Pel programa havien passat 600 concursants destacant Manuel Martínez Conto, un cambrer de Lugo que va guanyar l'aparador final valorat en 40.901.895 pessetes i en l'altre extrem un concursant que va aconseguir una quartilla valorada en 1 pesseta. TVE havia repartit més de 1.700 milions de pessetes en premis.

### Segona Etapa (1989-1990)
- En la segona etapa (1989-1990) dirigida per Francesco Boserman es va optar per programar-ho els Diumenges a les 19 hores per TVE-2 per a atreure espectadors i modificar els hàbits de l'audiència. El programa es va convertir en la màxima estrella de la Segona Cadena quant a ingressos per publicitat.
- Durant aquesta etapa va haver-hi una polèmica pel retard en el lliurament dels premis. Quatre concursants procedents de les Illes Canàries van denunciar que portaven esperant 14 mesos el lliurament d'uns premis guanyats en un programa emès al juny de 1989. Pel que sembla aquest retard es va deure a la falta d'acord entre TVE i l'empresa subministradora de les embarcacions regalades en el concurs. Després d'aquests contratemps TVE va trencar relacions amb aquesta empresa que portava regalades 70 embarcacions per tot Espanya. Per a evitar aquest tipus de problemes TVE va contractar en la següent etapa a Videomedia per a la gestió de lliurament de premis.

### Tercera Etapa (1990-1991)
- La tercera etapa (1990-1991) dirigida per José María Quero va començar amb el programa número 100 emetent-se un especial en la tarda del Diumenge 16 de setembre de 1990 per TVE-1 mostrant els secrets i anècdotes del programa. L'endemà el 17 de Setembre va tornar al seu horari original els Dilluns en Prime time per TVE-1 incrementant conseqüentment les tarifes publicitàries respecte a l'etapa anterior.

- En aquesta etapa aconsegueix la seva inclusió en el Llibre Guinness dels Rècords 1991 gràcies a la seva espectacular facturació publicitària i a la fastuosa quantia dels premis.

### Quarta Etapa (1991-1992)
- El director d'aquesta etapa va ser Francisco Díaz Ujados.
- Durant aquesta etapa va augmentar la durada i les marques patrocinadores dins del programa.

### Cinquena Etapa (1992-1993)
- El director va continuar sent Francisco Díaz Ujados
- Durant els últims mesos es va emetre a partir de les 23h després del reality xou Código uno i l'espai de Cruz y Raya Abierto por vacaciones.

- Després de la cinquena i última etapa es va remenar a l'any següent la possibilitat de reposar-lo presentat de nou per Joaquín Prat però emetent-lo diàriament. Al final no es va dur a terme i Joaquín Prat va presentar en 1994 un altre concurs de tall familiar per a les tardes titulat ¿Cómo lo veis? basat en el format americà Family Feud que seria l'últim programa que realitzaria.